# Stow cum Quy
Stow cum Quy è un villaggio e parrocchia civile dell'Inghilterra, appartenente alla contea del Cambridgeshire.